# Челль Бакман
Челль Бакман (швед. Kjell Hilding "Tjalle" Bäckman; нар. 21 лютого 1934 року, Гетеборг, Швеція — 9 січня 2019 року) —  шведський ковзаняр, бронзовий призер зимових Олімпійських ігор 1960 року.

## Життєпис
Челль Бакман народився у місті Гетеборг, лен Вестра-Йоталанд, Швеція. Професійно тренувався на базі клубу «IK Wega», Гетеборг. Багаторазовий призер шведських юнацьких, регіональних та національних змагань (Testrennen SWE Im Rahmen Der Meisterschaft, Internationales Rennen и т.п.).

### Результати
Найбільшого успіху Бакман досяг на зимових Олімпійських іграх 1960 року. Він був заявлений для участі в забігові на 5 000 та 10 000 м.
25 лютого 1960 року на ковзанярському стадіоні Скво-Веллі в забігові на 5 000 м він фінішував з результатом 8:16.0. В загальному заліку Бакман зайняв 12-е місце.
27 лютого 1960 року в забігові на 10 000 м, стартувавши в другій парі, Бакман фінішував з результатом 16:14.2, встановивши новий світовий рекорд часу і перевершивши свій особистий рекорд більш ніж на 50 сек. Він зайняв 3-е місце та здобув бронзову олімпійську медаль, оскільки в наступних парах краще за нього пробігли суперники із СРСР (Віктор Косичкін, 15:49.2 — 2-е місце) та Норвегії (Кнут Йоганнесен, 15:46.6 WR — 1-е місце). Але Бакман залишився задоволеним бронзовою нагородою, тому що до стартів ніхто взагалі не розглядав його як претендента на нагороди.

### особисті досягнення
| забіг    | дата           | результат | місце              |
| -------- | -------------- | --------- | ------------------ |
| 500 м    | 23 лютого 1963 | 44,30     | Каруїдзава, Японія |
| 1500 м   | 25 січня 1964  | 2.15,40   | Інцель, Німеччина  |
| 3000 м   | 10 січня 1965  | 4.46,20   | Гамар, Норвегія    |
| 5000 м   | 25 січня 1964  | 7.52,00   | Інцель, Німеччина  |
| 10 000 м | 25 січня 1964  | 16.10,50  | Інцель, Німеччина  |